# Karel VIII van Zweden

Karel VIII van Zweden, Zweeds: Karl Knutsson Bonde (1409 - 14 mei 1470) was koning van Zweden in de periode 1448-1470, met diverse onderbrekingen, en koning van Noorwegen van 1449 tot 1450.

## Karel II of VIII
Dat deze koning tegenwoordig bekend is als de achtste Karel is het gevolg van de behoefte van zijn veel latere opvolgers Erik XIV en diens broer Karel IX om zich te kunnen beroepen op een lange, roemvolle stamboom. Daartoe baseerden ze zich op een fantasierijke versie van de Zweedse geschiedenis door aartsbisschop Johannes Magnus, Historia de omnibus Gothorum Sueonumque regibus, die in 1554 postuum werd gepubliceerd door diens broer Olaus Magnus.

## Afstamming
Karel VIII werd geboren als de zoon van Knut Tordsson Bonde, een ridder en lid van de Zweedse Rijksraad, en Margareta Karlsdotter Sparre av Tofta. De vader van Karel VIII zou afstammen van een jongere broer van koning Erik IX van Zweden. Zijn moeder zou afstammen van Karel de Dove, een belangrijke Zweedse graaf en van Knoet IV van Denemarken.

## Aanloop naar het koningschap
Vanaf 1434 was Karel lid van de Zweedse Rijksraad. Vanaf 1434 begonnen de grote opstanden tegen de Deense monarchie. De eerste was de Engelbrekt-opstand. Aan de zijde van Engelbrekt streed Karel tegen de Denen, en nam de belegering en verovering van de stad Stockholm op zich. Het was daar dat de Zweedse adel hem evenals Engelbrekt benoemde tot militair leider van het koninkrijk, omdat de adel de voorkeur gaf aan een meer ervaren bestuurder. Na Engelbrekts dood behield Karel deze functie als enige.
Zijn rol in de nasleep op de moord op Engelbrekt was terughoudend: de moordenaars werden niet vervolgd, maar een medestander, Erik Puke, werd op Karels bevel geëxecuteerd.
In 1438 werd door de Rijksraad besloten Karel VIII aan te stellen als regent en Erik VII van Denemarken af te zetten als koning. Deze functie vervulde hij twee jaar. In 1440 kwam Christoffel III van Denemarken op de troon; hij werd als koning gekozen voor Denemarken, Zweden en Noorwegen. Tijdens de kroning van Christoffel werd Karel tot ridder geslagen en aangesteld als ‘Riksdrots’ een hoge juridische-bestuurlijke functie, die hij maar kort vervulde.
Vanaf 1442 werd Karel de militair gouverneur van Vyborg in Finland, waar hij vele gebieden verwierf. Door toedoen van Christoffel werden in de daaropvolgende jaren de meeste landerijen weer tot de Deense kroon teruggebracht. Karel trok zich met zijn hofhouding terug op het kasteel Vyborg in Finland, waar hij een eigen buitenlandse politiek voerde tegen de wil in van Denemarken. Hij onderhield contacten met de Hanzesteden, waaronder de Russische handelsstad Novgorod, en met de Teutoonse ridders in Estland en Letland.

## Koningschap
- Eerste periode (1448-1457)

Na de dood van Christoffel van Beieren in 1448, die geen erfgenamen achterliet, werd Karel op 20 juni 1448 gekozen tot koning van Zweden en op 28 juni werd hij ingehuldigd op de aloude Stenen van Mora. Zijn benoeming tot koning had tot doel de Kalmarunie te continueren, maar nu onder het koningschap van Zweden, waardoor Noorwegen in 1449 dan ook Karel koos als koning en hem op 20 november 1449 tot koning kroonde. De Denen hadden in september 1448 echter Christiaan I als hun nieuwe koning gekozen, die in 1450 Karel VIII dwong afstand te doen van de Noorse troon.
Vanaf 1451 waren de Denen en Zweden in oorlog met elkaar. Door de vernietigende aanvallen groeide het verzet tegen Karel VIII in Zweden. Vooral de Zweedse kerk keerde zich tegen hem, omdat hij de macht trachtte te concentreren binnen een seculiere maatschappij. Maar ook onder de Zweedse adel groeide de weerstand. In 1457 werd hij afgezet. De rebellie werd geleid door de Zweedse aartsbisschop Jöns Bengtsson Oxenstierna en Erik Axelsson Tott, die beiden na de vlucht van Karel VIII naar Danzig het regentschap op zich namen. Zij zorgden voor de verkiezing van Christiaan I tot koning van Zweden.
- Tweede periode (1464-1465)

Bij een ruzie tussen de Deense koning en de aartsbisschop van Zweden over belastingen werd deze geestelijke gevangengenomen, wat leidde tot een opstand binnen Zweden, waardoor de Deense koning weer werd verdreven. Bisschop Kettil Karlsson Vasa nam het regentschap even waar, maar al snel werd Karel VIII weer koning, om al na een half jaar weer verjaagd te worden door de Deense monarch, waarna hij berooid naar Finland reisde en ging wonen in kasteel Raseborg.
- Derde periode (1467-1470)

In 1467 werd Karel opnieuw teruggehaald en tot koning gekroond door Erik Axelsson Tott, die aanvankelijk een fel tegenstander van de koning was geweest.

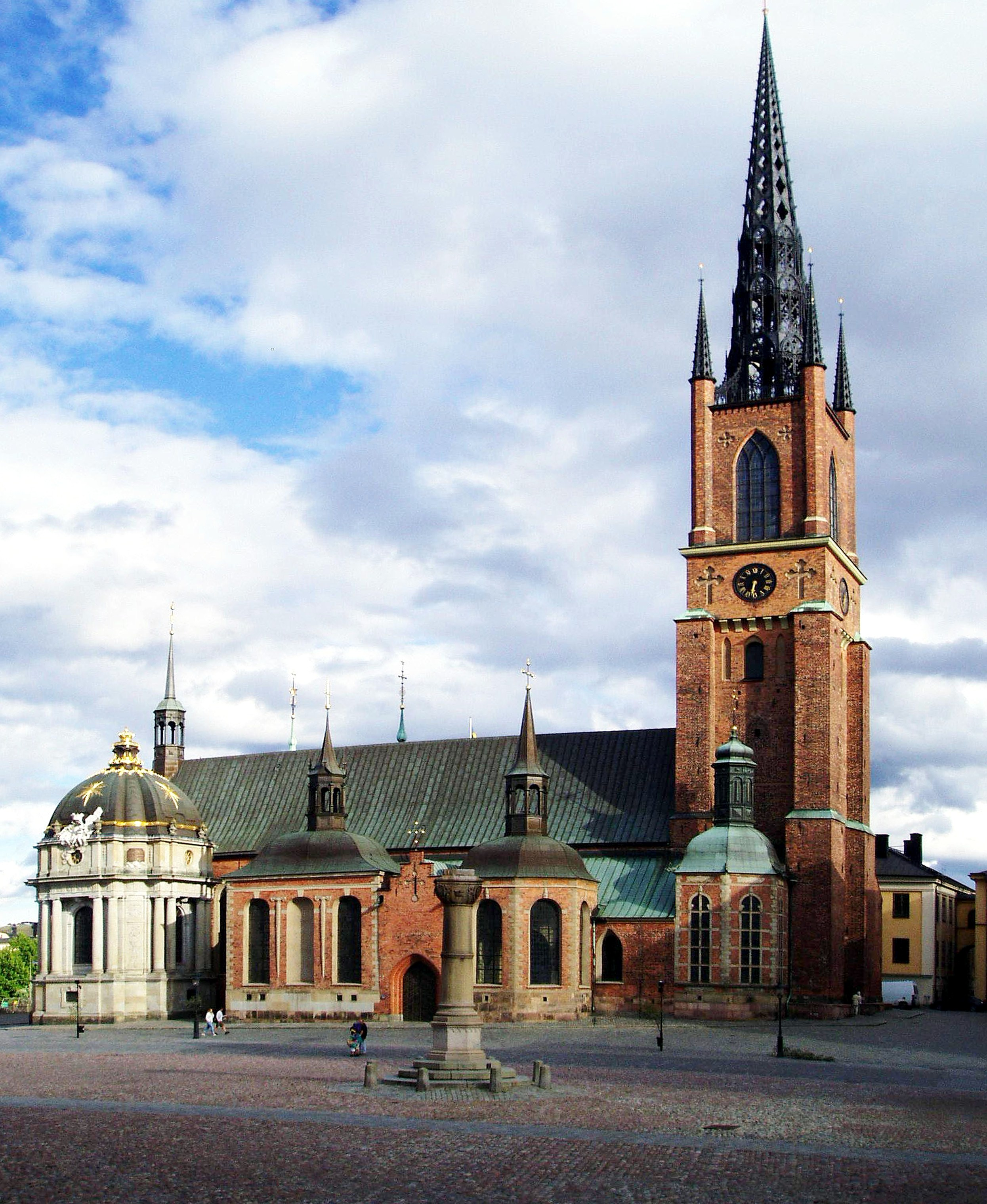
Riddarholmskyrkan

## Dood
Karel VIII overleed op 14 mei 1470, vlak nadat hij nog getrouwd was met Kristina Abrahamsdotter, het enige huwelijk waaruit een mannelijke (overlevende) erfgenaam werd geboren. Deze zoon, Karel, werd echter door de Zweedse regering niet erkend als kroonprins, en daarom werd als opvolger gekozen Sten Sture de Oudere, een neef van Karel.
Karel VIII werd begraven in de Riddarholmskyrkan in Stockholm.

## Erfenis
Onder de regering van Karel VIII werd aangetoond, dat de Kalmarunie een fragiele samenwerking was, waarbij zelfs de Zweden voor korte tijd getracht hadden de hegemonie te verkrijgen over de unie. Deze strijd werd in de volgende jaren nog feller, waarbij de strijd tussen de Denen en Zweden steeds aanwakkerden.

## Huwelijken
1. 1428 : Birgitta Turesdotter (Bielke) (-1436)
  1. Christina
  2. Tuur
2. 1438 : Catarina Karlsdotter (Gumsehuvud) (-1450)
  1. Margareta
  2. Brigitta
  3. Magdalena, gehuwd met Ivar Axelsson (Tott)
3. 1470: Christina Abrahamsdotter (getrouwd op zijn sterfbed)
  1. Anna
  2. Karel